# コラル・バッツワース
コラル・バッツワース（Coral Buttsworth, 1900年6月7日 - 1985年12月20日）は、オーストラリア・ニューサウスウェールズ州タリー出身の女子テニス選手。1930年初頭の全豪選手権（現在の全豪オープン）で活躍し、女子シングルス2勝・女子ダブルス1勝を挙げた選手である。フルネームは Coral Annabel McInnes Buttsworth （コラル・アナベル・マキンズ・バッツワース）といい、“Corrie”（コリー）という愛称で呼ばれた。彼女は1920年にセシル・バッツワース（Cecil Buttsworth）と結婚し、全豪選手権で活躍した時は30歳代前半であった。

## 来歴
コラル・バッツワースは1931年から1933年まで、3年連続で全豪選手権の女子シングルス決勝に進出し、1931年と1932年に2連覇を達成した。1932年には、マージョリー・コックス・クロフォード（ジャック・クロフォードの夫人）とペアを組んだ女子ダブルスでも優勝し、単複2冠を獲得している。しかし、1933年の全豪選手権決勝ではジョーン・ハーティガンに 4-6, 3-6 で敗れ、3連覇を逃した。
全豪選手権は、創設当初から長い間オーストラリアのいくつかの都市を回り持ちで開催してきた。バッツワースが女子シングルス決勝に進出した時の開催都市も、3年間でそれぞれ異なり、1931年はシドニー、1932年はアデレード、1933年はメルボルンであった。
コラル・バッツワースはこれまで生没年月日不明の人物であったが、2008年に改訂されたバド・コリンズ編「テニス百科事典」の最新版でかなりの新情報が判明した。それによると、彼女の生年は1900年で、1985年12月20日にニューサウスウェールズ州ヘーゼルブルックにて85歳で死去した。

## 全豪選手権の成績
- 女子シングルス：2勝（1931年・1932年）
- 女子ダブルス：1勝（1932年）